# Цукумі
Цукумі (яп. 津久見市) — місто в префектурі Оїта, Японія.
Статус міста отримало 1 квітня 1951 року, після об'єднання містечка з навколишніми селами.
Площа за кадастром — 79,55 км².

## Географія
Місто розташоване в північно-східній частині острова Кюсю в префектурі Оїта регіону Кюсю. З ним межують міста Саїкі, Усукі.

## Символіка
Символами міста є дерево Quercus phillyreoides та квітка тачибани.

## Населення
Населення — 16 291 особа (на 1 жовтня 2019 року).
Чисельність населення міста за 1970—2015 роки:
| Рік  | Кількість |
| ---- | --------- |
| 1970 | 33 988    |
| 1975 | 31 922    |
| 1980 | 30 454    |
| 1985 | 28 836    |
| 1990 | 26 797    |
| 1995 | 24 848    |
| 2000 | 23 164    |
| 2005 | 21 456    |
| 2010 | 19 917    |
| 2015 | 17 973    |

## Відомі люди
- Ясуей Якусідзі[en] (1968) — колишній професійний боксер.